# Hespérides
As hespérides (em grego Ἑσπερίδες, "entardecer"), na mitologia grega, são primitivas deusas primaveris que representavam o espírito fertilizador da natureza, donas do jardim das Hespérides, situado no extremo ocidental do mundo. 
A rigor, o termo hespérides designa dois grupos distintos de divindades, que com frequência são confundidos. O primeiro, e mais antigo, é o das três deusas hespérides, que personificam a luz da tarde e o ciclo do entardecer. Conforme Hesíodo, são filhas de Nix (a noite) e Érebo (a escuridão) . Há, no entanto, outras versões para a sua ascendência. Uma delas as dá como filhas de Éter (luz celeste) e Hemera (luz do dia).
O outro grupo é o das sete ninfas hespérides, ou ninfas do poente, cuja origem é também controversa. Segundo a versão mais corrente, são filhas do titã Atlas com a deusa Héspera. Também são descritas como filhas de Zeus e Têmis ou de Fórcis e Ceto.

## As deusas
As deusas hespérides passeiam pelos céus, encarregando-se de iluminar todo o mundo com a luz da tarde. Desta forma, fazem parte do ciclo do dia: Hemera traz o dia, as Hespérides trazem o entardecer e Nix fecha o ciclo com a noite.
As três deusas hespérides são:
- Egle - a radiante - deusa da luz avermelhada da tarde
- Erítia - a esplendorosa - deusa do esplendor da tarde
- Héspera - a crepuscular - deusa do crepúsculo vespertino.

As hespérides possuem atributos semelhantes aos das horas (que presidem as estações do ano) e também das graças. Junto de Hemera (o Dia), compunham o séquito de Hélio (o Sol), de Eos (a Aurora) e de Selene (a Lua), iluminavam o palco e mostravam a dança das horas, de quem se tornaram companheiras.
Como às graças, as hespérides cantavam em coro, com voz maravilhosa, junto às nascentes sussurrantes que exalam ambrósia e costumavam ocultar-se através de súbitas metamorfoses.

## As ninfas
As ninfas hespérides, também chamadas de ninfas do poente, habitavam o extremo Ocidente, não longe da ilha dos bem-aventurados, nas margens do oceano. Tinham o dom da profecia e da metamorfose. Eram belas, jubilosas e simbolizavam a fertilidade do solo. Moravam em um belo palácio localizado à frente do jardim das árvores dos pomos de ouro. À medida que o mundo ocidental foi sendo mais bem conhecido, precisou-se a localização do país das hespérides com o junto ao monte Atlas. 
A paternidade destas ninfas é muito controversa. Uma versão diz que elas são filhas de Zeus e Têmis, outra, que descendem  de Fórcis e Ceto. A interpretação evemerista diz que Héspero, o astro da tarde, teria tido uma filha chamada Hespéride, que junto de Atlas, seu tio, deu à luz as ninfas hespérides .
Segundo Evêmero as ninfas hespérides são sete donzelas :
- Aretusa (ou Hesperaretusa = Aretusa do ocidente)
- Hespéria
- Hespéris
- Egéria
- Clete
- Ciparissa
- Cinosura

As ninfas possuíam o dom de controlar a vontade de feras selvagens e eram consideradas guardiãs da ordem natural, das fronteiras entre o dia e a noite, dos tesouros dos deuses, e também das fronteiras entre os três mundos (a Terra, o paraíso e o mundo subterrâneo, ou inferno).

## O jardim das hespérides

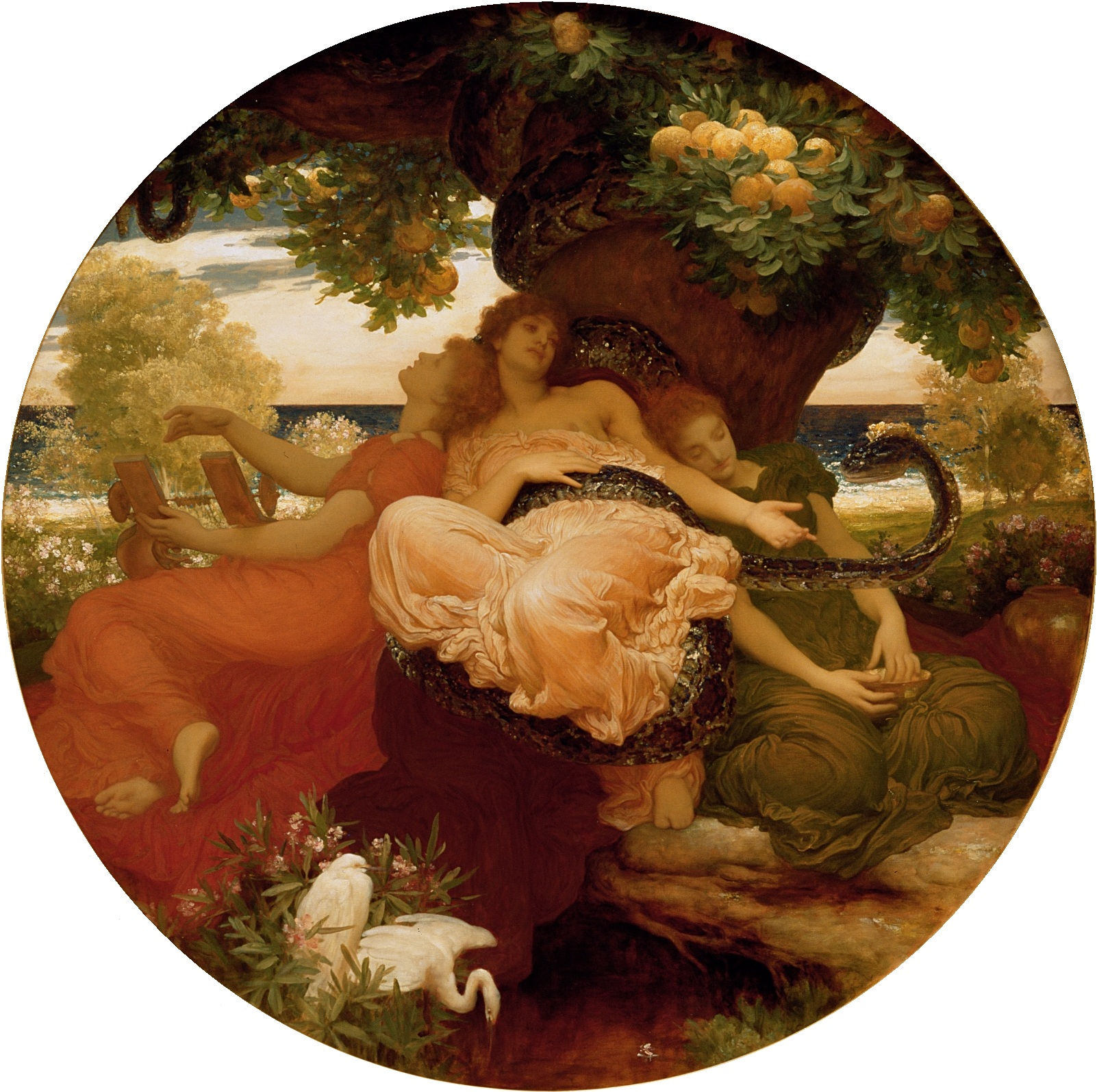
O Jardim das Hespérides
Por Frederick, Lord Leighton, 1892

O jardim das hespérides era considerado o mais belo de toda a Antiguidade. Quando Hera se casou com Zeus, recebeu de Gaia como presente de núpcias, algumas maçãs de ouro . Hera as achou tão belas que as fez plantar em seu jardim, no extremo Ocidente. 
O jardim das hespérides era conhecido como jardim dos imortais, pois continha um pomar que abrigava árvores mágicas de onde nasciam os pomos de ouro, considerados fontes de juventude eterna. 
Para chegar até o jardim havia muitos obstáculos, tais como a gruta das greias e a gruta das górgonas. O próprio jardim era povoado de monstros que o protegiam, tais como um terrível dragão, filho de Fórcis e Ceto, e também Ladão, o dragão de cem cabeças filho de Tifão e Equidna.
Plínio e Solino relatam apenas dois mortais (heróis) que encontraram os jardins das hespérides: Perseu quando fora enfrentar Medusa; e Héracles em um dos famosos os Doze trabalhos de Hércules. 
Do jardim das hespérides saiu também o famoso "pomo da discórdia", pelo qual Atena, Hera e Afrodite se submeteram ao julgamento de Páris.
O mito do jardim das Hespérides tem as suas descrições literárias mais precisas na Teogonia de Hesíodo, que refere os "formosos, áureos pomos", e nas odes corais de Eurípides, que menciona as "nascentes de ambrósia" daquela "terra divina, geradora de vida" e a "serpente de fulvo dorso", guardiã dos pomos de ouro.

## Héracles no jardim das hespérides
As ninfas possuíam grandes rebanhos de carneiros (um jogo de palavras a respeito do termo grego que tanto pode significar "maçãs" como "carneiros"). O rei do Egito, Busíris, vizinho do reino das Hespérides, tinha enviado bandidos para devastar-lhe os rebanhos e raptar as ninfas. Quando Héracles chegou ao país, matou os bandidos, arrebatou-lhe os despojos, libertou as Hespérides e entregou-as a Atlas. Este, como recompensa, entregou ao herói "o que ele vinha buscar" (não se sabe se eram as maçãs, ou os carneiros) e, além disso, ensinou-lhe a Astronomia (pois, na interpretação evemerista, Atlas era considerado como o primeiro astrônomo).
Outra tradição diz que Héracles recebeu o conselho das ninfas do Erídano (filhas de Zeus e Têmis) de que deveria pedir a ajuda de Prometeu. Héracles parte então para o Cáucaso onde liberta Prometeu, derrotando o abutre que o atormentava. O titã aconselha Héracles a pedir ajuda a Atlas, pai das Hespérides, que é o único que pode chegar ao jardim das maçãs de ouro sem problemas, pois conhece bem os caminhos e os obstáculos. Héracles então troca de lugar com Atlas e suporta o peso do firmamento enquanto o Titã busca os pomos de ouro. Atlas traz os pomos, mas ameaça não destrocar com Héracles. Este o lembra ser filho de Zeus, e afirma que ele seria severamente castigado por este comportamento. Atlas então volta a suportar o peso do firmamento.

## Outras menções às hespérides
Diodoro Sículo relata que as hespérides governavam as amazonas do ocidente, e que elas haviam expulsado as górgonas de seus arredores.  
No tempo da expansão portuguesa, João de Barros e Duarte Pacheco Pereira situavam o reino das Hespérides entre as penínsulas Itálica e Ibérica. 
O jardim das hespérides  é situado ainda, com determinante autoridade, pelo Camões épico, no arquipélago de Cabo Verde.